# Al-Ahram
Al-Ahram (arab. ‏الأهرام‎ „piramidy”) – rządowy dziennik egipski wychodzący w Kairze. Jest uważany za najbardziej opiniotwórcze medium kraju oraz jedno z najbardziej opiniotwórczych mediów w świecie arabskim.
Wydawany jest również w językach angielskim i francuskim. Od 1998 roku posiada wersję cyfrową.

## Historia
Ukazuje się od 1875 roku. Został założony w Aleksandrii przez braci Salima i Biszarę Taklów, chrześcijan pochodzenia libańskiego. Od 1881 roku był wydawany jako dziennik.
Na początku lat 80. XIX wieku jego redakcja została zniszczona w trakcie powstania Ahmada Urabiego. Druk wznowiono we wrześniu 1882 roku. Na początku lat 90. XIX wieku Biszara Takla przeniósł siedzibę z Aleksandrii do Kairu.
W 1957 roku Gamal Abdel Naser sprawił, że redaktorem Al-Ahram został Mohamed Hassanein Heikal, jego przyjaciel. W 1960 roku dziennik został znacjonalizowany. Pod kierownictwem Heikala uzyskał dominującą rolę w sferze medialnej świata arabskiego. Heikal stracił funkcję w 1974 roku, za rządów Anwara as-Sadata.